# Municipio de Pioneer (Misuri)
El municipio de Pioneer (en inglés: Pioneer Township) es un municipio ubicado en el condado de Barry en el estado estadounidense de Misuri. En el año 2010 tenía una población de 193 habitantes y una densidad poblacional de 8,2 personas por km².

## Geografía
El municipio de Pioneer se encuentra ubicado en las coordenadas 36°50′18″N 94°2′15″O / 36.83833, -94.03750. Según la Oficina del Censo de los Estados Unidos, el municipio tiene una superficie total de 23.53 km², de la cual 23,37 km² corresponden a tierra firme y (0,7 %) 0,17 km² es agua.

## Demografía
Según el censo de 2010, había 193 personas residiendo en el municipio de Pioneer. La densidad de población era de 8,2 hab./km². De los 193 habitantes, el municipio de Pioneer estaba compuesto por el 88,6 % blancos, el 1,55 % eran amerindios, el 9,33 % eran asiáticos y el 0,52 % eran de una mezcla de razas. Del total de la población el 0,52 % eran hispanos o latinos de cualquier raza.